# 亨德森集團
亨德森集團（英語：Henderson Group plc，LSE：HGG，ASX：HGG）是一家全球投資管理公司，其主要經營地點位在倫敦金融城，在伦敦证券交易所上市，是富時250指數的組成之一。此外，亨德森集團在澳洲證券交易所也有上市，是S&P/ASX 200指數的成員之一。

## 歷史
該公司在1934創立以管理亞歷山大·亨德森的遺產。1975年，公司開始管理養老基金。它於1983年在伦敦证券交易所上市。
公司在2003年以"HHG集團"之名稱重新上市。集團組成包含：

•	亨德森全球投資，總部位在英國的投資管理公司。
  
•	Life Services（包括珍珠保證股份有限公司的壽險與養老金書、NPI有限公司、全國公積金人壽保險有限公司、倫敦人壽保險有限公司以及HHG服務有限公司。）
 
•	Towry Law，一家金融諮詢公司。
2008年至2012年間，集團曾是愛爾蘭的稅務居民。自2012年12月12日起，該集團以公司重組的方式脫離愛爾蘭，成為英國的稅務居民。
2010年，集團逐步淘汰"New Star"這個品牌名稱。
2014年公司推出新的品牌標誌。
收購與賣出
| 交易 | Date          |
| --- | ------------- |
| 自法國興業銀行取得Touche Remnant | 1992          |
| 1998年3月收購AMP有限公司（隨後與AMP資產管理公司在英國和澳洲的業務整合，成為亨德森全球投資。）                                                          | 1998,3        |
| 以HHG集團之名稱與AMP有限公司分家。 | 2003          |
| 出售50%的股權給維珍理財集團，與維珍集團形成合資關係。                                                                                                  | 2004          |
| 賣出在Life Services的業務，並更名亨德森集團。 | 2005          |
| AMP有限公司售出它在亨德森集團剩餘的15%股份。 | 2005          |
| 賣出Towry Law。 | 2006          |
| 收購新星資產管理集團。 | 2009,4        |
| 收購Gartmore集團有限公司，估計花費約£781億。 | 2011,4        |
| 美國駿利資產（Janus Capital Group）以換股方式收購亨德森集團，合併成為管理資產總值逾3200億美元（約2.5萬億港元）的新公司Janus Henderson Global Investors | 2016年10月3日 |

## 營運
該公司投資於四個主要資產類別： 股票、固定收益、財產 以及 私募股權投資。 它旗下管理 £752億 的資產 (截至2013年12月31日))，全球員工約1,000人。
亨德森集團在歐洲的辦事處包括：阿姆斯特丹、都柏林、愛丁堡、法蘭克福、盧森堡、馬德里、米蘭、巴黎、維也納、蘇黎世和倫敦。亨德森集團在1999年收購美國房地產投資管理公司鳳凰地產顧問，進駐北美市場。目前在芝加哥與哈特福德有辦事處。亨德森集團在亞洲的辦事處有：新德里、新加坡（亞洲總部）、香港、東京和北京。此外在悉尼與澳大利亞也有辦事處。
亨德森集團的首席經濟學家西蒙·沃德是經濟和市場的定期評論員。
亨德森集團的產品也包含對沖基金（"Alphagen"）、私募股權投資和地產。

## 外部連結
- 官方網站
- Google 財務資料 （页面存档备份，存于）
- 西蒙·沃德的部落格 （页面存档备份，存于）